# Baughman Settlement (Virginia Occidental)
Baughman Settlement es un área no incorporada ubicada dentro del Distrito Lost River, una división civil menor del condado de Hardy, Virginia Occidental, Estados Unidos. Está catalogada como un asentamiento humano por la Junta de Nombres Geográficos de los Estados Unidos.
El número de identificación (ID) asignado por el Servicio Geológico de Estados Unidos es 1553811.

## Geografía
Se encuentra a una altitud de 531 m s. n. m. (1472 pies) según el conjunto de datos de elevación nacional.